# Saint-Nizier-le-Bouchoux
Saint-Nizier-le-Bouchoux – miejscowość i gmina we Francji, w regionie Owernia-Rodan-Alpy, w departamencie Ain.

## Demografia
Według danych na styczeń 2012 roku gminę zamieszkiwało 699 osób, a gęstość zaludnienia wynosiła 24,7 osób/km².